# Iskusvaara
Iskusvaara är ett naturreservat i Pajala kommun i Norrbottens län.
Området är naturskyddat sedan 2009 och är 2,2 kvadratkilometer stort. Reservatet omfattar det flacka området kring höjden Iskusvaara. Reservatet består av mindre myrar och granskog med inslag av lövträd. 